# Marie de Brimeu
 (mars 2012).
Si vous disposez d'ouvrages ou d'articles de référence ou si vous connaissez des sites web de qualité traitant du thème abordé ici, merci de compléter l'article en donnant les références utiles à sa vérifiabilité et en les liant à la section « Notes et références ».
Marie de Brimeu, princesse de Chimay (née peut-être à Megen, dans le Nord-Brabant, vers 1550, décédé à Liège le 18 avril 1605), fut successivement épouse de Lancelot de Berlaymont (†1578), seigneur de Beauraing et fils de Charles de Berlaymont, puis, à partir de 1580, de Charles de Croÿ. Convertie au calvinisme après la mort de son premier mari, elle exerça une influence décisive sur son second mari, jusqu'à leur séparation en 1584.
Elle est la fille de George de Brimeu, comte de Meghem, seigneur de Humbercourt et Querrieu, et de sa seconde épouse Anna van Walthausen.
De son premier mariage, elle eut deux enfants, morts jeunes.